# Lutajärvi
Lutajärvi eller Iso Lutajärvi är en sjö i Finland. Den ligger i kommunen Björneborg i landskapet Satakunta, i den sydvästra delen av landet, 200 km nordväst om huvudstaden Helsingfors. Lutajärvi ligger 90 meter över havet. I omgivningarna runt Lutajärvi växer i huvudsak barrskog. Arean är 32,9 hektar och strandlinjen är 5,13 kilometer lång. Sjön  ingår i Kumo älvs huvudavrinningsområde. 